# Avis de versement
Un avis de versement est une lettre envoyée par un client à un fournisseur, dans le but d'informer le fournisseur que sa facture a été payée. Si le client paie par chèque, il est courant que l'avis de versement accompagne le chèque.
Les avis de versement ne sont pas obligatoires. En revanche, ils sont considérés comme une courtoisie car ils aident le département comptable du fournisseur à faire correspondre factures et paiements. L'avis de versement doit donc inclure la référence des factures auxquelles il se réfère.
La majorité des factures remises par les fournisseurs sont pensées de telle façon que le client en renvoie une partie — appelée avis de versement — en accompagnement du règlement. 